# Het blauwe konijntje
Het blauwe konijntje is het tweede stripalbum uit de reeks Vier verhalen van de Smurfen. Naast het titelverhaal bevat het album ook de verhalen De Smurfen in de draaimolen, De Smurf en zijn buren en De Smurfen en de stropop.

## De verhalen

### Het blauwe konijntje
Fee Roselien spreekt een spreuk uit om konijn te worden. Babysmurf zegt die na en verandert in een blauw konijn. Hij loopt weg en wordt achterna gezeten door de Smurfen, maar ook door twee stropers met een fret. Ze vangen het blauwe konijntje en een gezinnetje van konijnen, maar de andere Smurfen vallen de stropers aan. De konijnen ontsnappen en de Smurfen (inclusief Babysmurf) vluchten naar de fee. Die tovert de stropers om tot zwarte konijnen. Babysmurf wordt weer omgetoverd tot Smurf.

### De Smurfen in de draaimolen
Enkele bevriende kabouters stellen een kermis op bij de Smurfen. Als bijna alle Smurfen in de rupsbaan zitten, laten de kabouters de Smurfen in slaap vallen. Ze ontvoeren de Smurfen, maar één kaboutertje blijft achter en licht de achtergebleven Grote Smurf en Moppersmurf in. De kabouters worden gechanteerd door Gargamel: hij heeft hun prinses ontvoerd en de Smurfen vormen het losgeld. De prinses is echter ook een fee in opleiding. Grote Smurf leert haar een spreuk en zij tovert Gargamel om in een levend standbeeld. Zo kan hij dienstdoen als kermisattractie om ballen naar te gooien.

### De Smurf en zijn buren
Een Smurf is het beu om niet te kunnen slapen door het lawaai van zijn buren. Hij verhuist naar het bos, maar ook in het bos is het niet stil. Een onweer doet hem beslissen weer naar het dorp te gaan, maar daar is zijn huis helemaal kapot. Er wordt een nieuw huis gebouwd bij andere buren, maar ook bij die blijken oordoppen de enige oplossing om stilte te krijgen.

### De Smurfen en de stropop
Gargamel is het beu om de Smurfen tevergeefs achterna te zitten en stuurt drie andere kwaadaardige tovenaars op hen af. Zij hebben echter door dat de Smurfen wel gevaarlijk moeten zijn, dus sturen ze een levende stropop op het dorp af. Met een pendel kan die dat vinden, maar de Smurfen kunnen de pendel uit zijn houten arm trekken. Grote Smurf geeft de pendel en stropop een nieuwe functie: de tovenaars vangen. Nadat die zijn rol uiteindelijk vervuld heeft, doet hij dienst als vogelverschrikker bij de Smurfen.